# Allison Janney
Allison Janney (Boston, 1959. november 19. –) Oscar-, Golden Globe-, BAFTA- és többszörös Primetime Emmy-díjas amerikai színésznő.

## Fiatalkora
Bostonban született. Édesanyja, Macy dzsesszzenész, korábban színésznő, édesapja, Jevis ingatlanépítő. 
Allison Janney először Daytonban járt iskolába a Miami Valley-ba, majd Connecticutban a Hotchkissbe. Távfutott és gyeplabdázott, valamint nagy vágya volt, hogy olimpiai műkorcsolyázó lehessen, de egy térdsérülése ebben megakadályozta. A Kenyon Főiskolán ismerkedett meg a híres színészpárral, Paul Newmannel és feleségével, Joanne Woodwarddal és felkeltette az érdeklődését a színészkedés. Woodward és Newman támogatásával Janney hamarosan New Yorkban a Neighborhood Playhouse School színházban gyakorolt.

## Pályafutása
Janney modellhez fogható magasságával nem jutott könnyen szerephez. Első filmes szerepét 1989-ben kapta meg a Who Shot Patakango?-ban, ami egy ötvenes évekbeli tinédzservilágot mutat be. A televízióban a rövid életű Morton és Hayes című vígjátéksorozattal debütált két kisebb szereppel. 1993-ban Laura Linney és Woodward oldalán bukkant fel a Mélypont című tévéfilmben, ezt a kilencvenes évek során több apró szerep követte, mint a Két cowboy New Yorkban, Jégvihar, A nemzet színe-java és az Amerikai szépség. 1998-ban Janney-t Tony-díjra jelölték Arthur Miller Pillantás a hídról című drámájában a legjobb női főszereplő kategóriában. A következő évben Janney megkapta C. J. Cregg szerepét Az elnök emberei című politikai tévésorozatban, amivel nemcsak hírnévre tett szert, de többször Golden Globe-díjra jelölték és négy Primetime Emmy-díjat zsebelt be vele.
A nagy áttörését követően 2002-ben Meryl Streep szeretőjét játszotta Az órák című filmben. 2003-ban Sztárnak, a csillagnak kölcsönözte a hangját a Némó nyomában című animációs filmben, amit megismételt a Szenilla nyomában 2016-ban. 2007-ben Elliott Page mostohaanyját játszotta a Juno című filmben, majd további édesanya szerepekkel folytatta a Hajlakkban, a Továbbállókban és Az első igazi nyárban. 2011-ben jelentősebb szerephez jutott A segítség című filmdrámába, ami kritikai és kasszasiker is volt, a színészstábot pedig Screen Actors Guild-díjjal jutalmazták. 2013-tól az Anyák gyöngye vígjátéksorozat főszereplője, amiben karaktere a lányát próbálja magának újra megnyerni. A tévésorozat több díjat is elnyert, és Janney játékára is többnyire pozitívan jeleztek vissza.
2014-ben a Hogyan írjunk szerelmet című romantikus filmben játszott Hugh Granttel a főszerepben, 2015-ben pedig Melissa McCarthy főnökét alakította A kém című vígjátékban. 2016-ban A lány a vonaton filmadaptációban játszotta az egyik detektívet. 2017-ben Tonya Harding műkorcsolyázó szigorú édesanyját játszotta Margot Robbie oldalán az Én, Tonya című fekete humorú vígjátékban. Janney elnyerte vele első Oscar-díját, beszédét pedig bátyjának címezte, aki 2011-ben önként vetett véget életének.
2019-ben Octavia Spencerrel és Juliette Lewisszal játszott a Mami című pszicho-horrorban. Ugyanebben az évben mutatták be Botrány című filmjét is a főszerepben Nicole Kidmannel, Margot Robbie-val és Charlize Theronnal. 2021-ben Janney utoljára játszotta el az Anyák gyöngye főszerepét a sorozat befejező évadában. 2022-ben egy bűnügyi akciófilm főszerepét nyerte el a Lou című produkcióban.

## Filmográfia

### Filmek
| Év   | Magyar cím                                   | Eredeti cím                                 | Szerep                       | Magyar hang        |
| ---- | -------------------------------------------- | ------------------------------------------- | ---------------------------- | ------------------ |
| 1989 |                                              | Who Shot Patakango?                         | Miss Penny                   |                    |
| 1994 | Halál vicces                                 | Dead Funny                                  | Jennifer                     |                    |
| 1994 | Két cowboy New Yorkban                       | The Cowboy Way                              | számítógépkezelő             | Némedi Mari        |
| 1994 | Farkas                                       | Wolf                                        | partivendég                  |                    |
| 1994 | Csoda New Yorkban                            | Miracle on 34th Street                      | nő a karácsonyi vásáron      |                    |
| 1995 |                                              | Heading Home                                | Mary Polanski                |                    |
| 1996 |                                              | Flux                                        | Heather                      |                    |
| 1996 |                                              | Rescuing Desire                             | Betsy                        |                    |
| 1996 |                                              | Walking and Talking                         | Gum Puller                   |                    |
| 1996 | Olasz módra                                  | Big Night                                   | Ann                          | Molnár Zsuzsa      |
| 1996 | A hűtlenség ára                              | Faithful                                    | eladónő                      |                    |
| 1996 | A csendestárs                                | The Associate                               | Sandy                        |                    |
| 1997 | Intim részek                                 | Private Parts                               | Dee Dee                      | Kocsis Mariann     |
| 1997 | Jégvihar                                     | The Ice Storm                               | Dot Halford                  | Zsolnai Júlia      |
| 1997 | Julian Po                                    | Julian Po                                   | Lilah Leech                  | Virághalmy Judit   |
| 1998 | A nemzet színe-java                          | Primary Colors                              | Miss Walsh                   | Hirling Judit      |
| 1998 | Vágyaim netovábbja                           | The Object of My Affection                  | Constance Miller             | Andresz Kati       |
| 1998 | Hajó, ha nem jó                              | The Impostors                               | Maxine                       | Simorjay Emese     |
| 1998 | Hat nap, hét éjszaka                         | Six Days, Seven Nights                      | Marjorie, Robin főnöke       | Kocsis Mariann     |
| 1998 | Sztárral szemben                             | Celebrity                                   | Evelyn Isaacs                |                    |
| 1999 | 10 dolog, amit utálok benned                 | 10 Things I Hate About You                  | Ms. Perky igazgatónő         | Kocsis Mariann     |
| 1999 | Szépségtépő verseny                          | Drop Dead Gorgeous                          | Loretta                      | Molnár Zsuzsa      |
| 1999 | Amerikai szépség                             | American Beauty                             | Barbara Fitts                | Menszátor Magdolna |
| 1999 |                                              | The Debtors                                 | ismeretlen szerep            |                    |
| 2000 | Betty nővér                                  | Nurse Betty                                 | Lyla                         | Menszátor Magdolna |
| 2000 | Betty nővér                                  | Nurse Betty                                 | Lyla                         | Bertalan Ágnes     |
| 2002 | Az órák                                      | The Hours                                   | Sally Lester                 | Menszátor Magdolna |
| 2003 | Némó nyomában                                | Finding Nemo                                | Sztár (hangja)               | Horváth Lili       |
| 2003 | Szerelmi leckék hitetleneknek                | How to Deal                                 | Lydia Martin                 | Vándor Éva         |
| 2004 | Picadilly Jim                                | Picadilly Jim                               | Eugenia Crocker              | Molnár Zsuzsa      |
| 2004 | Magunkra maradtunk                           | Winter Solstice                             | Molly Ripkin                 |                    |
| 2005 | Elrabolva                                    | The Chumscrubber                            | Allie Stiffle                |                    |
| 2005 | Öregdiák nem véndiák                         | Strangers with Candy                        | Alice                        |                    |
| 2005 | Hazai pályán                                 | Our Very Own                                | Joan Whitfield               |                    |
| 2006 | Túl a sövényen                               | Over the Hedge                              | Gladys (hangja)              | Kovács Nóra        |
| 2007 | Hajlakk                                      | Hairspray                                   | Prudy Pingleton              |                    |
| 2007 | Juno                                         | Juno                                        | Bren MacGuff                 | Molnár Zsuzsa      |
| 2008 | Csúnyán szép az élet                         | Pretty Ugly People                          | Suzanne                      |                    |
| 2008 |                                              | Prop 8: The Musical                         | Prop 8 vezető felesége       |                    |
| 2009 | Továbbállók                                  | Away We Go                                  | Lily Anderson                | Kocsis Mariann     |
| 2009 | Élet a háború idején                         | Life During Wartime                         | Trish Maplewood              | Andresz Kati       |
| 2011 | A segítség                                   | The Help                                    | Charlotte Phelan             | Menszátor Magdolna |
| 2011 | Csípem a családod                            | The Oranges                                 | Cathy                        | Borbás Gabi        |
| 2011 | Margaret                                     | Margaret                                    | Monica Patterson             | Antal Olga         |
| 2012 | Ezer szó                                     | A Thousand Words                            | Samantha Davis               |                    |
| 2012 | Villámcsapás                                 | Struck by Lightning                         | Sheryl Phillips              | Igó Éva            |
| 2012 | Így jártam én                                | Liberal Arts                                | Judith Fairfield professzor  | Bertalan Ágnes     |
| 2013 | Érzések és érintések                         | Touchy Feely                                | Bronwyn                      | Kovács Nóra        |
| 2013 | Az első igazi nyár                           | The Way, Way Back                           | Betty                        | Nyakó Júlia        |
| 2013 | Bízz bennem!                                 | Trust Me                                    | Meg                          | Kovács Nóra        |
| 2013 | Szaftos szavak                               | Bad Words                                   | Dr. Bernice Deagan           | Molnár Zsuzsa      |
| 2013 |                                              | Brightest Star                              | csillagász                   |                    |
| 2013 | Éjjelek és nappalok                          | Days and Nights                             | Elizabeth                    | Kubik Anna         |
| 2014 | Mr. Peabody és Sherman kalandjai             | Mr. Peabody & Sherman                       | Ms. Grunion (hangja)         | Kocsis Mariann     |
| 2014 | Hogyan írjunk szerelmet                      | The Rewrite                                 | Mary Weldon professzor       | Bognár Gyöngyvér   |
| 2014 | Tammy                                        | Tammy                                       | Deb                          | Nyakó Júlia        |
| 2014 | Get on Up – A James Brown sztori             | Get on Up                                   | Kathy                        | Farkas Zita        |
| 2015 |                                              | The Duff                                    | Dottie, Bianca anyja         |                    |
| 2015 | A kém                                        | Spy                                         | Elaine Crocker               | Menszátor Magdolna |
| 2015 | Minyonok                                     | Minions                                     | Madge Nelson (hangja)        | Andresz Kati       |
| 2016 |                                              | Tallulah                                    | Margo                        |                    |
| 2016 | Szenilla nyomában                            | Finding Dory                                | Sztár (hangja)               | Horváth Lili       |
| 2016 | A lány a vonaton                             | The Girl on the Train                       | Riley nyomozó                | Borbás Gabi        |
| 2016 | Vándorsólyom kisasszony különleges gyermekei | Miss Peregrine's Home for Peculiar Children | Dr. Nancy Golan / Mr. Barron | Andresz Kati       |
| 2017 | A nagy esemény                               | A Happening of Monumental Proportions       | Nichols igazgatónő           |                    |
| 2017 |                                              | Sun Dogs                                    | Rose Chipley                 |                    |
| 2017 | Én, Tonya                                    | I, Tonya                                    | LaVona Golden                | Andresz Kati       |
| 2019 |                                              | The Night Is Young                          | Wanda                        |                    |
| 2019 | Zéró csapat                                  | Troop Zero                                  | Miss Massey                  | Molnár Zsuzsa      |
| 2019 | Mami                                         | Ma                                          | Dr. Brooks                   | Menszátor Magdolna |
| 2019 | Romlott oktatás                              | Bad Education                               | Pam Gluckin                  | Molnár Zsuzsa      |
| 2019 | Addams Family – A galád család               | The Addams Family                           | Margaux Needler (hangja)     | Kiss Eszter        |
| 2019 | Botrány                                      | Bombshell                                   | Susan Estrich                | Zsolnai Júlia      |
| 2020 |                                              | Lazy Susan                                  | Velvet                       |                    |
| 2021 |                                              | Breaking News in Yuba County                | Sue Buttons                  |                    |
| 2022 |                                              | To Leslie                                   | Nancy                        |                    |
| 2022 | Lou                                          | Lou                                         | Lou Adell                    | Molnár Zsuzsa      |
| 2022 |                                              | The People We Hate at the Wedding           | Donna                        |                    |
| 2023 | Az Alkotó                                    | The Creator                                 | Howell ezredes               | Kubik Anna         |
| 2025 | Még egy kis szívesség                        | Another Simple Favor                        | Linda McLanden               | Bertalan Ágnes     |

### Televízió
| Év        | Magyar cím                     | Eredeti cím                                     | Szerep                            | Megjegyzések                                                |
| --------- | ------------------------------ | ----------------------------------------------- | --------------------------------- | ----------------------------------------------------------- |
| 1991      |                                | Morton & Hayes                                  | Beatrice Caldicott-Hayes          | 2 epizód                                                    |
| 1992–1994 | Esküdt ellenségek              | Law & Order                                     | Nora / Ann Madsen                 | 2 epizód                                                    |
| 1993      | Mélypont                       | Blind Spot                                      | Doreen                            | tévéfilm                                                    |
| 1994–1995 | Vezérlő fény                   | The Guiding Light                               | Ginger                            | 2 epizód                                                    |
| 1995      |                                | The Wright Verdicts                             | Alice Klein ügyvédasszisztens     | 1 epizód                                                    |
| 1995      | Veszélyes küldetés             | New York Undercover                             | Vivian                            | 1 epizód                                                    |
| 1996      |                                | Aliens in the Family                            | Sherman igazgatónő                | 1 epizód                                                    |
| 1996      |                                | Cosby                                           | nővér                             | 1 epizód                                                    |
| 1997      | Sohasem ártok                  | …First Do No Harm                               | Dr. Melanie Abbasac               | - tévéfilm - magyar hangja: - Andresz Kati - Bertalan Ágnes |
| 1997      | Támadás a torony ellen         | Path to Paradise                                | helyettes kerületi ügyész         | - tévéfilm - magyar hangja: - Antal Olga                    |
| 1998      |                                | David and Lisa                                  | Alix                              | tévéfilm                                                    |
| 1999      |                                | LateLine                                        | Helen Marschant                   | 1 epizód                                                    |
| 1999–2006 | Az elnök emberei               | The West Wing                                   | C. J. Cregg                       | - főszereplő (155 epizód) - magyar hangja: Molnár Zsuzsa    |
| 2001      | Női titkok (Vagány nők klubja) | A Girl Thing                                    | Kathy McCormack                   | - tévéfilm - magyar hangja: - Borbás Gabi                   |
| 2001–2002 | Frasier – A dumagép            | Frasier                                         | Phyllis / Susanna                 | 2 epizód                                                    |
| 2003      | Texas királyai                 | King of the Hill                                | Laura (hangja)                    | 1 epizód                                                    |
| 2005      | Nancy ül a fűben               | Weeds                                           | Ms. Greenstein ügyvéd             | 1 epizód                                                    |
| 2007      | Két pasi – meg egy kicsi       | Two and a Half Men                              | Beverly                           | 1 epizód                                                    |
| 2007      | A színfalak mögött             | Studio 60 on the Sunset Strip                   | önmaga                            | 1 epizód                                                    |
| 2008–2014 | Phineas és Ferb                | Phineas and Ferb                                | Charlene Doofenshmirtz (hangja)   | 9 epizód                                                    |
| 2009      |                                | The Battery's Down                              | Caroline Carroll                  | 2 epizód                                                    |
| 2010      | Célkeresztben                  | In Plain Sight                                  | Allison Pearson                   | 2 epizód                                                    |
| 2010      | Lost – Eltűntek                | Lost                                            | anya                              | 1 epizód (Keresztül a tengeren)                             |
| 2010–2015 | Family Guy                     | Family Guy                                      | több szereplő hangja              | 3 epizód                                                    |
| 2011      |                                | Glenn Martin DDS                                | Marcia                            | 1 epizód                                                    |
| 2011      |                                | Mr. Sunshine                                    | Crystal Cohen                     | 13 epizód                                                   |
| 2012      | The Big C – A nagy C           | The Big C                                       | Rita Strauss                      | 1 epizód                                                    |
| 2012      | Robotcsirke                    | Robot Chicken                                   | Grammi Gummi / anya / nő (hangja) | 1 epizód                                                    |
| 2013      | Az alelnök                     | Veep                                            | Janet Ryland                      | 1 epizód                                                    |
| 2013–2015 |                                | Masters of Sex                                  | Margaret Scully                   | 9 epizód                                                    |
| 2013–2021 | Anyák gyöngye                  | Mom                                             | Bonnie Plunkett                   | - főszereplő (170 epizód) - magyar hangja: - Molnár Zsuzsa  |
| 2014      | Webterápia                     | Web Therapy                                     | Judith Frick                      | - 2 epizód - magyar hangja: - Igó Éva                       |
| 2015      |                                | The Adventures of Mr. Clown                     | Allison                           | 5 epizód                                                    |
| 2015–2018 |                                | Break a Hip                                     | Niblett                           | 5 epizód                                                    |
| 2016      | A Simpson család               | The Simpsons                                    | Julia (hangja)                    | 1 epizód (Családok és barátok)                              |
| 2017      |                                | Full Frontal with Samantha Bee                  | C. J. Cregg                       | 1 epizód                                                    |
| 2017      |                                | Nobodies                                        | önmaga                            | 2 epizód                                                    |
| 2017      | Amerikai fater                 | American Dad!                                   | Jesse néni (hangja)               | 1 epizód                                                    |
| 2017–2018 | Csé, mint család               | F Is for Family                                 | Henrietta Van Horne (hangja)      | 5 epizód                                                    |
| 2018–2020 | Kacsamesék                     | DuckTales                                       | Goldie O'Gilt (hangja)            | 5 epizód                                                    |
| 2019      |                                | Human Discoveries                               | a Hatalmas Karen                  | 2 epizód                                                    |
| 2019      | A Kominsky-módszer             | The Kominsky Method                             | önmaga                            | 1 epizód                                                    |
| 2020      |                                | A West Wing Special to Benefit When We All Vote | C. J. Cregg                       | különkiadás                                                 |
| 2021      | A Q-egység                     | Q-Force                                         | ismeretlen szereplő hangja        | 1 epizód                                                    |
| 2022      | Mit gondolsz, ki vagy?         | Who Do You Think You Are?                       | önmaga                            | 1 epizód                                                    |
| 2024      | Félig üres                     | Curb Your Enthusiasm                            | Cynthia                           | 1 epizód                                                    |
| 2024      |                                | Palm Royale                                     | Evelyn Rollins                    | főszereplő (10 epizód)                                      |
| 2024      | A diplomata                    | The Diplomat                                    | Grace Penn                        | 2 epizód magyar hangja Molnár Zsuzsa                        |
| 2024      |                                | Hello! Hi! How Are You? Featuring the BopStars! | Miss Information (hangja)         | főszereplő (10 epizód)                                      |

## Fontosabb díjak és jelölések
| Cím              | Díj                     | Kategória                                                       | Év   | Eredmény |
| ---------------- | ----------------------- | --------------------------------------------------------------- | ---- | -------- |
| Amerikai szépség | Screen Actors Guild-díj | legjobb szereplőgárda (mozifilm)                                | 2000 | Elnyerte |
| Az órák          | Screen Actors Guild-díj | legjobb szereplőgárda (mozifilm)                                | 2003 | Jelölve  |
| Az elnök emberei | Golden Globe-díj        | legjobb női mellékszereplő (sorozat, minisorozat vagy tévéfilm) | 2001 | Jelölve  |
| Az elnök emberei | Golden Globe-díj        | legjobb női mellékszereplő (sorozat, minisorozat vagy tévéfilm) | 2002 | Jelölve  |
| Az elnök emberei | Golden Globe-díj        | legjobb női főszereplő (drámasorozat)                           | 2003 | Jelölve  |
| Az elnök emberei | Golden Globe-díj        | legjobb női főszereplő (drámasorozat)                           | 2004 | Jelölve  |
| Az elnök emberei | Primetime Emmy-díj      | legjobb női mellékszereplő (drámasorozat)                       | 2000 | Elnyerte |
| Az elnök emberei | Primetime Emmy-díj      | legjobb női mellékszereplő (drámasorozat)                       | 2001 | Elnyerte |
| Az elnök emberei | Primetime Emmy-díj      | legjobb női főszereplő (drámasorozat)                           | 2002 | Elnyerte |
| Az elnök emberei | Primetime Emmy-díj      | legjobb női főszereplő (drámasorozat)                           | 2003 | Jelölve  |
| Az elnök emberei | Primetime Emmy-díj      | legjobb női főszereplő (drámasorozat)                           | 2004 | Elnyerte |
| Az elnök emberei | Primetime Emmy-díj      | legjobb női főszereplő (drámasorozat)                           | 2006 | Jelölve  |
| Az elnök emberei | Screen Actors Guild-díj | legjobb színésznő (drámasorozat)                                | 2001 | Elnyerte |
| Az elnök emberei | Screen Actors Guild-díj | legjobb színésznő (drámasorozat)                                | 2002 | Elnyerte |
| Az elnök emberei | Screen Actors Guild-díj | legjobb színésznő (drámasorozat)                                | 2003 | Jelölve  |
| Az elnök emberei | Screen Actors Guild-díj | legjobb színésznő (drámasorozat)                                | 2004 | Jelölve  |
| Az elnök emberei | Screen Actors Guild-díj | legjobb színésznő (drámasorozat)                                | 2005 | Jelölve  |
| Az elnök emberei | Screen Actors Guild-díj | legjobb szereplőgárda (drámasorozat)                            | 2001 | Elnyerte |
| Az elnök emberei | Screen Actors Guild-díj | legjobb szereplőgárda (drámasorozat)                            | 2002 | Elnyerte |
| Az elnök emberei | Screen Actors Guild-díj | legjobb szereplőgárda (drámasorozat)                            | 2003 | Elnyerte |
| Az elnök emberei | Screen Actors Guild-díj | legjobb szereplőgárda (drámasorozat)                            | 2004 | Jelölve  |
| Az elnök emberei | Screen Actors Guild-díj | legjobb szereplőgárda (drámasorozat)                            | 2005 | Jelölve  |
| Az elnök emberei | Screen Actors Guild-díj | legjobb szereplőgárda (drámasorozat)                            | 2006 | Jelölve  |
| Hajlakk          | Screen Actors Guild-díj | legjobb szereplőgárda (mozifilm)                                | 2008 | Jelölve  |
| A segítség       | Screen Actors Guild-díj | legjobb szereplőgárda (mozifilm)                                | 2012 | Elnyerte |
| Anyák gyöngye    | Golden Globe-díj        | legjobb női mellékszereplő (sorozat, minisorozat vagy tévéfilm) | 2015 | Jelölve  |
| Anyák gyöngye    | Primetime Emmy-díj      | legjobb női mellékszereplő (vígjátéksorozat)                    | 2014 | Elnyerte |
| Anyák gyöngye    | Primetime Emmy-díj      | legjobb női mellékszereplő (vígjátéksorozat)                    | 2015 | Elnyerte |
| Anyák gyöngye    | Primetime Emmy-díj      | legjobb női mellékszereplő (vígjátéksorozat)                    | 2016 | Jelölve  |
| Anyák gyöngye    | Primetime Emmy-díj      | legjobb női főszereplő (vígjátéksorozat)                        | 2017 | Jelölve  |
| Anyák gyöngye    | Primetime Emmy-díj      | legjobb női főszereplő (vígjátéksorozat)                        | 2018 | Jelölve  |
| Anyák gyöngye    | Primetime Emmy-díj      | legjobb női főszereplő (vígjátéksorozat)                        | 2021 | Jelölve  |
| Masters of Sex   | Primetime Emmy-díj      | legjobb vendégszínésznő (drámasorozat)                          | 2014 | Elnyerte |
| Masters of Sex   | Primetime Emmy-díj      | legjobb vendégszínésznő (drámasorozat)                          | 2015 | Jelölve  |
| Masters of Sex   | Primetime Emmy-díj      | legjobb vendégszínésznő (drámasorozat)                          | 2016 | Jelölve  |
| Én, Tonya        | BAFTA-díj               | legjobb női mellékszereplő                                      | 2018 | Elnyerte |
| Én, Tonya        | Golden Globe-díj        | legjobb női mellékszereplő                                      | 2018 | Elnyerte |
| Én, Tonya        | Oscar-díj               | legjobb női mellékszereplő                                      | 2018 | Elnyerte |
| Én, Tonya        | Screen Actors Guild-díj | legjobb női mellékszereplő                                      | 2018 | Elnyerte |
| A diplomata      | Golden Globe-díj        | legjobb női mellékszereplő (sorozat, minisorozat vagy tévéfilm) | 2025 | Jelölve  |
| A diplomata      | Screen Actors Guild-díj | legjobb színésznő (drámasorozat)                                | 2025 | Jelölve  |